# Alexander Wassiljewitsch Berdnikow

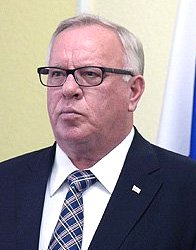
Alexander Wassiljewitsch Berdnikow (2014)

Alexander Wassiljewitsch Berdnikow (russisch Александр Васильевич Бердников; * 8. April 1953 in Gorno-Altaisk) ist ein russischer Politiker. Er war von 2006 bis 2019 Präsident der Republik Altai.
Er arbeitete in den 1970er- und 1980er-Jahren bei der Kriminalmiliz in Gorno-Altaisk. 1993 bis 2002 war er Innenminister der Teilrepublik. Am 20. Januar 2006 trat er sein Amt als Präsident der Republik an der Stelle seines Vorgängers Michail Lapschin, des Gründers der Agrarpartei, an. Am 20. März 2019 reichte Berdnikow seinen Rücktritt ein.
Im Juni 2019 wechselte Berdnikow zum staatlichen Forschungsunternehmen Rosgeologija. Er arbeitet dort als Berater des Generaldirektors.
Berdnikow ist verheiratet, hat zwei erwachsene Söhne und ein Enkelkind.